# Den unge Fleksnes
Den unge Fleksnes är en norsk komediserie och julkalender som sändes på TVNorge 2010. Serien handlar om Marve Fleksnes som ung. Figuren kommer från den sedan tidigare kända komediserien Fleksnes fataliteter. Rollen som den unge Fleksnes spelas av Reidar Fredrik Frydenlund. Serien var den sista som Rolv Wesenlund medverkade i före sin död 2013.
Serien har visats i repris på TVNorge 2013 och 2016 tillsammans med Expedition: Julklapp.

## Handling
Marve Fleksnes bor hemma hos sin mor i en lägenhet i Oslo i början av 1960-talet. Större delen av berättelsen består av att Marve förälskar sig i den nya tjejen i klassen, Veronica Knutsen och därför försöker allt möjligt för att bekanta sig med henne. När skolan ska skicka en duett till en större talangjakt blir det Veronica som får kvinnorösten och det verkar som att Christian August, Marves rival, ska bli mansrösten. Trots sin totala tondövhet gör Marve allt han kan för att han ska få platsen istället för Christian August. Den blyga kompisen Nils Johan är däremot väldigt bra på att sjunga och blir central i Marves plan för att knipa rollen.

### Under månen
Sången som duetten ska sjunga, heter "Under månen" och skrevs av fröken Larsen. Den nämns emellertid ofta under det felaktiga namnet "En dröm om jul", men detta är de fyra första orden i den första versen. I TV-serien sjunger Helene Sommerset Busengdal (som spelar Veronica) även kvinnorösten i sången, medan Tarjei Langseth Rysstad sjunger mansrösten.

## Rollista
| Roll                              | Skådespelare               |
| --------------------------------- | -------------------------- |
| unge Marve Fleksnes               | Reidar Fredrik Frydenlund  |
| Veronica Knutsen                  | Helene Sommerset Busengdal |
| Christian August Ditlevsen        | Kristian Holten Bjerke     |
| Nils Johan                        | Jonas Wangsmo              |
| "Knusern" Knutsen (Veronicas far) | Fridtjov Såheim            |
| gympaläraren Øyvind Arnesen       | Atle Antonsen              |
| Veronicas mor                     | Anne Ryg                   |
| Doktor Hansteen                   | Jon Øigarden               |
| onkel Harald                      | Nils Jørgen Kaalstad       |
| Moder'n (Magnhild Fleksnes)       | Ulrikke Hansen Døvigen     |
| fröken Rita Larsen                | Marte Engebrigtsen         |
| sångpedagog                       | Elsa Lystad                |
| rektor                            | Finn Schau                 |
| fru Knivestad                     | Lene Kongsvik Johansen     |
| Harald Nissen Jr.                 | Kim Haugen                 |
| den äldre Marve Fleksnes          | Rolv Wesenlund             |
| Magnar Larsen (granne)            | Eivind Sander              |

## Om serien
Serien spelades in i Stabekk skole april 2009.[källa behövs]
Premiären sågs av 291 000 personer.
VG:s recensent gav serien en fyra i betyg.

## I andra medier
Det har utgetts en CD-skiva med låtar från serien, med titeln Den Unge Fleksnes – En Drøm Om Jul.